# Швейк во Второй мировой войне (телеспектакль)
«Швейк во Второ́й мирово́й войне́» — телевизионный спектакль в исполнении актёров Московского академического Театра Сатиры и в постановке Марка Захарова по одноимённой пьесе Бертольта Брехта. Спектакль был поставлен в 1969 году на Центральном телевидении СССР, в Главной редакции литературно-драматических программ.

## Сюжет
Образ Швейка, заимствованный Брехтом у Ярослава Гашека, перемещён в оккупированную немцами Чехословакию начала 1940-х годов. Спектакль начинается диалогом Гитлера (Папанов) и Геринга (Солюс), в котором главный нацист требует узнать, что о нём в душе думает «маленький человек» в Европе. Действие переносится в пражский трактир «У чаши». Швейк (Высоковский) ведёт достаточно острые разговоры с посетителями кабачка о скудности установленных норм питания и неудавшемся покушении на Гитлера. Поскольку речь его полна иносказаний и прибауток, тайный агент и провокатор Бретшнейдер (Ткачук) не имеет оснований его арестовать. Тем не менее, он задерживает Швейка и доставляет в гестапо. Шеф местного отделения тайной полиции Буллингер (Менглет) не может определить кто же перед ним: опасный преступник, как сказано в рапорте, или идиот, как сказано в справке. Услышав в потоке нескончаемой тирады, что Швейк умелый собачник, нацист отпускает его с условием. Швейк, следуя капризу жены Буллингера, должен выкрасть из семьи высокопоставленного местного чиновника собаку породы немецкий шпиц. Бравый отставной солдат соглашается и со своим товарищем, вечно голодным фотографом Балоуном (Мишулин) приманивает собачку. Случайно оба попадают в руки Бюро добровольной рабочей силы и направляются на принудительную погрузку вагонов. Шпиц временно спрятан у пани Копецкой (Защипина) — хозяйки трактира «У Чаши».
В трактир с обыском прибывает наряд гестапо во главе с Буллингером. Швейк пытается формальным потоком чествования нового порядка смягчить ситуацию, но нацисты задерживают его и, подержав для порядка в тюрьме, отправляют рядовым на восточный фронт. Бравый солдат отстаёт от части и в одиночку идёт на Сталинград. Дорога усеяна могилами с немецкими касками и дезертирами из фашистских частей. Всё это является основой едких замечаний и горьких раздумий Швейка. В разыгравшейся пурге он сталкивается с Гитлером. Тот во всём винит русские морозы и начинает паническое бегство. Фюрер спотыкается, его душат обмороженные трупы немецких солдат. Швейк возвращается в Прагу. На продолжении всего спектакля авторы делают отступления «в высшие сферы», где Гитлер задаёт своим соратникам всё более бессмысленные вопросы и получает всё более угодливые ответы.

## В ролях
| Актёр                  | Роль                                    |
| ---------------------- | --------------------------------------- |
| Зиновий Высоковский    | Швейк                                   |
| Наталья Защипина       | хозяйка трактира «У чаши» Анна Копецкая |
| Спартак Мишулин        | фотограф Балоун                         |
| Михаил Державин        | сын хозяина мясной лавки Прохазка       |
| Татьяна Егорова        | служанка Анна                           |
| Георгий Менглет        | шеф местного отдела гестапо Буллингер   |
| Роман Ткачук           | тайный агент и провокатор Бретшнейдер   |
| Анатолий Папанов       | Гитлер                                  |
| Олег Солюс             | Геринг                                  |
| Алексей Овечкин        | Гиммлер                                 |
| Владимир Ушаков        | фон Бок                                 |
| Александр Пороховщиков | Эпизод, в титрах не указан              |
| Евгений Кузнецов       | Эпизод, в титрах не указан              |
| Борис Рунге            | Эпизод, в титрах не указан              |
| Юрий Соковнин          | Эпизод, в титрах не указан              |
| Георгий Тусузов        | Эпизод, в титрах не указан              |

## Создатели спектакля
- Режиссёры — Марк Захаров и Алина Казьмина[4]
- Оператор — Владимир Жабченко
- Композитор — Алексей Николаев
- Художник — А. Грачёв

В спектакле звучат зонги Б. Брехта, положенные на музыку А. Николаевым:
- В трактире «У чаши»
- Песня о жене немецкого солдата
- Палачи
- Из гитлеровских хоралов (№ 1, № 2, № 3)
- Песенка о приготовлении чёрной свёклы
- Песня о реке Влтаве
- Песня штурмовика (пародия на «Хорста Весселя»)

## Факты
- Фильм был подготовлен к выходу в 1969 году, но не был показан по телевидению. Тема любой оккупации Чехословакии спустя полгода после вторжения войск стран Варшавского договора в эту страну была слишком двусмысленна.
- В спектакле имеется временно́е несоответствие. В первой сцене Гитлер отмечает свой 48-й день рождения, что произошло в 1937 году. На протяжении дальнейшего действия персонажи обсуждают свершившееся вторжение в СССР и Сталинградскую битву (конец 1942 года).